# Grand Prix Federation Regionale du Nord
Grand Prix Federation Regionale du Nord är ett årligt travlopp för 4-10-åriga varmblodiga travhästar som körs i södra Frankrike på någon av travbanorna i Amiens, La Capelle eller Le Croisé-Laroche i slutet av september. Det är ett Grupp 3-lopp, det vill säga ett lopp av tredje högsta internationella klass. Förstapris är 54 000 euro.

## Vinnare
| År   | Häst             | Efter              | Distans | Kusk                | Tränare             | Tid    |
| ---- | ---------------- | ------------------ | ------- | ------------------- | ------------------- | ------ |
| 2024 | Idao de Tillard  | Severino           | 1800 m  | Clément Duvaldestin | Thierry Duvaldestin | 1'12"3 |
| 2023 | Horsy Dream      | Scipion du Goutier | 1800 m  | Éric Raffin         | Pierre Belloche     | 1'10"3 |
| 2022 | Elie de Beaufour | Royal Dream        | 2700 m  | Alexandre Abrivard  | Jean-Michel Bazire  | 1'13"8 |
| 2021 | Cleangame        | Ouragan de Celland | 2400 m  | Jean-Michel Bazire  | Jean-Michel Bazire  | 1'11"1 |
| 2020 | Dorgos de Guez   | Romcok de Guez     | 2700 m  | Jean-Michel Bazire  | Jean-Michel Bazire  | 1'13"5 |
| 2019 | Tony Gio         | Varenne            | 2700 m  | Éric Raffin         | Sébastien Guarato   | 1'10"8 |
| 2018 | Un Mec d'Héripré | Orlando Vici       | 2400 m  | Franck Ouvrie       | Philippe Billard    | 1'12"7 |
| 2017 | Aubrion du Gers  | Memphis du Rib     | 2700 m  | Jean-Michel Bazire  | Jean-Michel Bazire  | 1'12"7 |
| 2016 | Dante Boko       | Going Kronos       | 2700 m  | Adrian Kolgjini     | Lutfi Kolgjini      | 1'11"4 |
| 2015 | Roi du Lupin     | Fleuron Perrine    | 2700 m  | Jean-Michel Bazire  | Jean Paul Marmion   | 1'12"7 |
| 2014 | Swedishman       | Gogo               | 2700 m  | Joseph Verbeeck     | Thierry Duvaldestin | 1'12"8 |
| 2013 | Sanity           | Love You           | 2700 m  | Franck Ouvrie       | Malin Löfgren       | 1'14"1 |
| 2012 | Save The Quick   | Jasmin de Flore    | 2400 m  | Éric Raffin         | Franck Leblanc      | 1'13"8 |
| 2011 | Commander Crowe  | Juliano Star       | 2700 m  | Christophe Martens  | Fabrice Souloy      | 1'13"8 |
| 2010 | Commander Crowe  | Juliano Star       | 2400 m  | Jean-Michel Bazire  | Fabrice Souloy      | 1'13"6 |
| 2009 | Olga du Biwetz   | Cezio Josselyn     | 2400 m  | Christophe Martens  | Fabrice Souloy      | 1'13"9 |